# Ok Ja-yeon
Ok Ja-yeon  (en hangul, 옥자연) es una actriz de televisión, cine y musicales surcoreana.

## Biografía
Estudió en la Facultad de Humanidades de la Universidad Nacional de Seúl (Seoul National University) de donde se graduó del departamento de estética.

## Carrera
Es miembro de la agencia Actor Chung Chun (청춘 엔터테인먼트). Previamente formó parte de la agencia Han Entertainment.
En 2018 se unió al elenco recurrente de la serie Wok of Love donde interpretó a Lee Ji-kyung, una veterinaria del hospital de animales.
El 7 de mayo de 2020 apareció como invitada durante el episodio treinta de la serie Find Me in Your Memory donde dio vida a la señorita Kang, es una mujer de quien se sospechosa estar involucrada en el asesinato de su esposo Shim Jae-chul.
En noviembre del mismo año se unió al elenco recurrente de la serie The Uncanny Counter donde interpretó a Baek Hyang-hee, una mujer poseída por un espíritu maligno de Nivel 3 que se casa con hombres ricos para asesinarlos y robarles su dinero.
En mayo de 2021 se unió al elenco de la serie Mine donde dio vida a Kang Ja-kyung, una mujer que entra a la mansión como la tutora privada de Han Ha-joon, únicamente para vengarse de la persona que la alejó de su hijo, hasta el final de la serie el 27 de junio del mismo año.
En junio del mismo año se anunció que se uniría al elenco de la película The Archeology of Love.
En noviembre del mismo año se confirmó que se había unido al elenco de la serie Big Mouse, donde interpreta a Hyun Joo-hee, la directora del Hospital Gucheon, una mujer con antecedentes familiares perfectos, buena apariencia y habilidades, quien a su vez es la líder del grupo de esposas NR Forum.

## Filmografía

### Series de televisión
| Año     | Título                       | Personaje                   | Notas                       | Ref.   |
| ------- | ---------------------------- | --------------------------- | --------------------------- | ------ |
| 2017    | Two Cops                     | Jin Soo-ah                  |                             |        |
| 2017-18 | Bad Guys: City of Evil       | Yang Pil-soon               |                             |        |
| 2018    | All About My Rival in Love   | Joon-hee                    | Drama Stage Season 2        | [ 10 ] |
| 2018    | Wok of Love                  | Lee Ji-kyung                |                             |        |
| 2019    | Different Dreams             | Oh Kwang-shim               |                             |        |
| 2020    | Find Me in Your Memory       | Ms. Kang                    | ep. 30 - (invitada)         |        |
| 2020    | The Uncanny Counter          | Baek Hyang-hee              |                             |        |
| 2021    | Mine                         | Kang Ja-kyung / Lee Hye-jin | 16 episodios                | [ 11 ] |
| 2021    | The Veil                     | Lin Wei                     |                             |        |
| 2022    | Big Mouse                    | Hyun Joo-hee                |                             | [ 9 ]  |
| 2022    | Bajo el paraguas de la reina | Hwang Gwi-in                |                             | [ 12 ] |
| 2023    | Queenmaker                   |                             | Serie web                   | [ 13 ] |
| 2023-24 | El monstruo de la vieja Seúl | Na Young-choon              | Serie web                   | [ 14 ] |
| 2024    | Gangnam, bajos fondos        | Choi Soo-in                 | Serie web                   |        |
| 2025    | ¡Oh, mis clientes fantasmas! | Lee Su-jung                 | Aparición especial, ep. 3-4 | [ 15 ] |

### Películas
| Año  | Título                         | Personaje                | Notas                                                                        | Ref.   |
| ---- | ------------------------------ | ------------------------ | ---------------------------------------------------------------------------- | ------ |
| 2015 | 참 친절하시네요                | -                        |                                                                              |        |
| 2016 | The Age of Shadows             | Esposa de Lee Jung-chool | junto a Song Kang-ho, Gong Yoo, Han Ji-min, Uhm Tae-goo y Shin Sung-rok      |        |
| 2016 | Indelible... (지울 수 없는...) | -                        |                                                                              |        |
| 2016 | Paper Piano (종이피아노)       | -                        |                                                                              |        |
| 2017 | Because I Love You             | Guardia Escolar          | junto a Cha Tae-hyun, Kim Yoo-jung, Seo Hyun-jin y Sung Dong-il              |        |
| 2018 | Burning                        | Ja-yun                   | junto a Yoo Ah-in, Jeon Jong-seo, Steven Yeun y Kim Soo-kyung                |        |
| 2018 | Illang: The Wolf Brigade       | In-Rang 5                | junto a Gang Dong-won, Han Hyo-joo, Jung Woo-sung y Kim Mu-yeol              | [ 16 ] |
| 2018 | The Great Battle               | Esposa del Soldado       | junto a Jo In-sung, Nam Joo-hyuk, Park Sung-woong y Im Chul-soo              |        |
| 2019 | Miss & Mrs. Cops (Girl Cops)   | Víctima de Suicidio      | junto a Ra Mi-ran y Lee Sung-kyung                                           |        |
| 2019 | The Beast                      | Esposa de Jong-chan      | junto a Choi Daniel, Lee Sung-Min, Yoo Jae-myung y Jeon Hye-jin              |        |
| 2019 | The Snob                       | Tak So-young             | junto a Song Jae-rim, Yoo Da-in, Shim Hee-sub, Yoo Jae-myung y Kim Joo-ryung |        |
| 2019 | Ashfall                        | Sgt. Min                 | junto a Lee Byung-hun, Ha Jung-woo, Ma Dong-seok, Bae Suzy y Jeon Hye-jin    |        |
| 2021 | Ghost Image                    | -                        |                                                                              |        |
| 2022 | Voice                          | -                        |                                                                              |        |
| 2022 | The Archeology of Love         | -                        |                                                                              |        |
| 2022 | Alienoid                       | Médica                   | junto a Ryu Jun-yeol, Kim Woo-bin, Kim Tae-ri, So Ji-sub y Lee Ha-nee.       | [ 17 ] |
| 2025 | The Old Woman with the Knife   | Cho-yeop                 |                                                                              | [ 18 ] |

### Programas de televisión
| Año  | Título                                      | Cadena | Función            | Notas                               | Ref.   |
| ---- | ------------------------------------------- | ------ | ------------------ | ----------------------------------- | ------ |
| 2022 | Sisters Run - Witch Fitness Basketball Club | JTBC   | Miembro del equipo |                                     | [ 19 ] |
| 2024 | Shaman: Ghost Story                         | JTBC   | Presentadora       | Documental sobre chamanismo coreano | [ 20 ] |

## Premios y nominaciones
| Año  | Premios                            | Categoría               | Trabajo                | Resultado | Ref.          |
| ---- | ---------------------------------- | ----------------------- | ---------------------- | --------- | ------------- |
| 2022 | 58th Baeksang Arts Award           | Mejor actriz de reparto | Mine                   | Nominada  | [ 21 ]        |
| 2022 | Jeonju International Film Festival | Mejor actriz            | The Archeology of Love | Ganadora  | [ 22 ]        |
| 2022 | 13.º Korea Drama Awards            | Mejor actriz de reparto | Big Mouse              | Nominada  | [ 23 ] [ 24 ] |